# Lagrange Peak
Lagrange Peak är en bergstopp i Antarktis. Den ligger i Västantarktis. Argentina, Chile och Storbritannien gör anspråk på området. Toppen på Lagrange Peak är 49 meter över havet.
Terrängen runt Lagrange Peak är varierad. Havet är nära Lagrange Peak åt sydost. Trakten är obefolkad. Det finns inga samhällen i närheten. 